# 戚揚
戚揚（1857年—1945年），字升淮，浙江山陰黨山（今杭州市萧山区瓜沥镇）人。清朝政治人物、進士出身。

## 生平
清光緒十五年（1889年）中進士，同年五月，改翰林院庶吉士，改福建安溪、侯官知縣，浙江布政使署及巡按署文案，江西南昌、臨川知縣，直隸州知州。1904年，擔任江蘇松江府知府。
民國建立後，戚揚於1913年4月調任海軍塘工總局局長。9月，上任江西內務司司長。1914年1月，代江西省民政長一職。4月，任江西省民政長。5月，改任江西省巡按使。1915年12月，受封一等男。次年7月，升任江西省省長。1921年2月，被迫卸職，後回歸黨山梅林故里。晚年定居紹興，於1945年秋去世。